# Robert Woodruff Anderson
Robert Woodruff Anderson (28 de abril de 1917 - 9 de fevereiro de 2009) foi um americano dramaturgo, roteirista e produtor de teatro.

## Peças
Algumas de suas principais peças foram:
- Tea and Sympathy (1953)
- All Summer Long (1955)
- Silent Night, Lonely Night (1959)
- You Know I Can't Hear You When the Water's Running (1967)
- I Never Sang for My Father (1968)
- Solitaire/Double Solitaire (1970)
- Absolute Strangers (1991)
- The Last Act Is a Solo (1991)